# Edward Burns
Edward Burns (* 29. ledna 1968, Queens, New York, USA) je americký herec, filmový producent, scenárista a režisér.
Nějaký čas studoval na Chaminade High School, ale poté přestoupil na Hewlet High School. Po vysoké škole navštěvoval také State University of New York at Oneonta a také University of New York at Albany.
Svou kariéru pojal velmi netradičně a jako producent, režisér, scenárista a hlavní herec natočil snímky jako The McMullen Brothers (1995), Ona, jedině ona (1996) a Neohlížej se (1998). V posledním z uvedených roků si také zahrál jednu z hlavních rolích (Voj. Reiben) ve snímku Stevena Spielberga Zachraňte vojína Ryana. V roce 2001 se objevil po boku Roberta De Nira v akčním snímku 15 minut. Další role byly například ve filmech Život nebo něco takového (2002), kde si zahrál s Angelinou Jolie, Chladnokrevně (2003) jenž je remakem stejnojmenného snímku z roku 1967 v hlavní roli s Robertem Blakem, Pod hladinou (2005), Lovci dinosaurů (2005), Prázdniny (2006), kde si zahráli třeba Cameron Diaz, Jude Law a Jack Black. Nejnověji se objevil ve filmech Zmeškaný hovor a 27 šatů (oba 2008).
Kromě hraní ale také nezapomněl na režírování filmů a za léta natočil třeba romantickou komedii Ulice New Yorku (2001), drama Prach a popel (2001) a nebo také komedii Pánská jízda (2006) a nejnovější dílko nese název Purple Violets (2007).

## Osobní život
V roce 2003 se oženil s Christy Turlingtonovou, mají dvě děti (dceru Grace a mladšího Finna). Má také bratra Briana, který je televizním producentem.